# Copidosoma fadus
Copidosoma fadus är en stekelart som först beskrevs av Walker 1838.  Copidosoma fadus ingår i släktet Copidosoma och familjen sköldlussteklar. Inga underarter finns listade i Catalogue of Life.